# 足利七福神
足利七福神（あしかがしちふくじん）は、栃木県足利市の11ヶ所の寺社に祀られている七福神の巡礼札所。1942年（昭和17年）に開始されたが第二次世界大戦中に一時中断、1987年（昭和62年）に再開された。

## 足利七福神の一覧

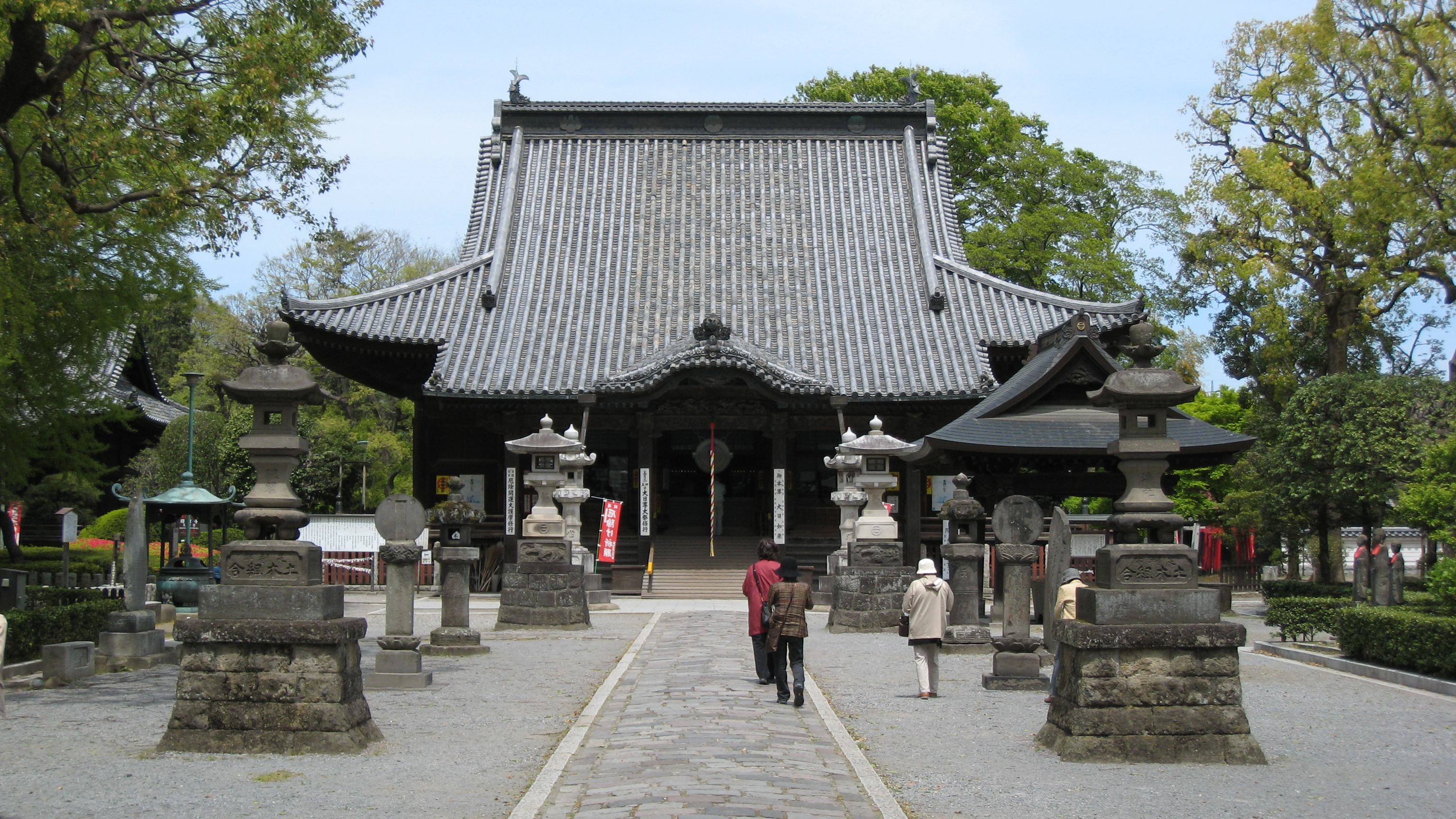
鑁阿寺の本堂（国宝）

- 新義真言宗 大日派 金剛山鑁阿寺、妙心寺派 萬壽山徳蔵寺（大黒天）[2]
- 本城厳島神社[3]、名草厳島神社、通6丁目厳島神社（弁財天）
- 曹洞宗 大圓山心通院（寿老人）[4]
- 西宮神社（恵比寿）[5]
- 曹洞宗 大祥山長林寺（西宮長林寺）（福禄寿）[6]
- 建長寺派 多宝山福厳寺（布袋尊）[7]
- 時宗 称名山常念寺[8]、真言宗 大岩毘沙門天 大岩山多聞院最勝寺（毘沙門天）[9][10]